# 애덤 스토크
애덤 스토크(Adam Storke, 1962년 8월 18일 ~ )는 미국의 배우이다.

## 출연 작품
- 오버 데어 (2005)
- 존슨 카운티 워 (2002)
- 러프 라이더스 (1997)
- 어머니의 선물 (1995)
- 미래의 묵시록 (1994)
- 라이프피오디 (1993)
- 지옥의 하이웨이 (1992)
- 죽어야 사는 여자 (1992)
- 오페라의 유령 (1990)
- 미스틱 피자 (1988)
- 노인들의 모임 (1987)
- 원 라이프 투 리브 (1968)